# Sam Gerson
Sam Gerson (Ucrania, 30 de noviembre de 1895-Filadelfia, Pensilvania, 30 de septiembre de 1972) fue un deportista estadounidense de origen ucraniano especialista en lucha libre olímpica donde llegó a ser subcampeón olímpico en Amberes 1920.

## Carrera deportiva
En los Juegos Olímpicos de 1920 celebrados en Amberes ganó la medalla de plata en lucha libre olímpica estilo peso pluma, tras su compatriota estadounidense Charles Ackerly (oro) y por delante del británico Philip Bernard (bronce).